# 菅野昭夫
菅野 昭夫（かんの あきお、1950年1月1日 - ）は、日本の元騎手。

## 来歴
1969年3月1日の東京第8競走5歳以上200万下・イーグルロック（15頭中8着）で初騎乗を果たし、8月16日の新潟第9競走4歳未勝利・イーグルツバメで初勝利を挙げる。1年目の同年は2勝に終わったが、2年目の1970年には初の2桁勝利となる10勝を挙げ、3年目の1971年は11勝、1972年は福島・新潟で6勝ずつの12勝と3年連続2桁勝利を記録。
1970年には秋の新潟戦で10月3日に初の1日2勝 を記録するなど10勝中6勝をマークし、1971年には2月20日・21日の中山で初の2日連続勝利、1972年には10月21日の新潟で初の1日3勝を記録。
1973年は7勝に終わったが、7勝中4勝は秋の新潟で挙げ、10月27日の新潟第2競走3歳未勝利では10頭中10番人気のコザンで勝利し単勝38160円、枠連35620円の大波乱を呼んだ。
1974年には秋の福島で6勝を挙げるなど、2年ぶりの2桁となる10勝をマークし、同年から1978年まで5年連続2桁勝利を記録。
1976年にはジャンボキングで東京優駿に騎乗し、1978年には自己最多の19勝をマーク。
1979年と1980年は2年連続で9勝と2桁に届かなかったが、1981年には3年ぶりの2桁となる15勝をマークし、1983年まで3年連続2桁勝利を記録。
1983年にはスズパレードで東京マイル戦の新馬を9馬身差、暮れの中山ダート1200mの400万下を4馬身差、有馬記念が行われた12月25日の万両賞（400万下）と3連勝し、1984年の共同通信杯4歳ステークスではビゼンニシキ・リキサンパワーに次ぐ4着に終わり、弥生賞で田村正光に乗り替わってからは騎乗することはなかった。
1985年秋からは春のデビュー2戦で手綱を執ったトレードマークに嶋田功からの乗り替わりで再び騎乗し、菊花賞でミホシンザンの5着、続くステイヤーズステークスでは2着に入る。1986年のダイヤモンドステークスでロンスパークとカネクロシオを抑えて人馬共に唯一の重賞勝利 を挙げ、同年には3年ぶりで自身最後の2桁となる14勝をマーク。
1987年は6勝、1988年は3勝、1989年は7勝であったが、3年間で挙げた16勝の内、9勝を新潟、6勝を中京で挙げた  。
1991年は福島3勝・新潟2勝の計5勝を挙げ、1992年3月22日の中山第1競走4歳未勝利をカオリローマンで逃げ切ったのが最後の勝利となり、同馬に騎乗した4月26日の東京第11競走スイートピーステークス（18頭中16着）を最後に引退。

## 騎手成績
| 通算成績 | 1着 | 2着 | 3着 | 4着以下 | 出走回数 | 勝率 | 連対率 |
| -------- | --- | --- | --- | ------- | -------- | ---- | ------ |
| 平地     | 223 | 232 | 249 | 1953    | 2657     | .084 | .171   |
| 障害     | 4   | 4   | 4   | 26      | 38       | .105 | .211   |
| 計       | 227 | 236 | 253 | 1979    | 2695     | .084 | .172   |

主な騎乗馬
- トレードマーク（1986年ダイヤモンドステークス）